# Roaldit
Roaldit ist ein sehr selten vorkommendes Mineral aus der Mineralklasse der „Elemente“ mit der idealisierten chemischen Zusammensetzung Fe4N und damit chemisch gesehen ein Eisennitrid, genauer Tetraeisennitrid.
Roaldit kristallisiert im kubischen Kristallsystem, konnte jedoch bisher nur eingebettet in Kamacit als ebene Folien und Plättchen von bis zu zwei Mikrometern (μm) Dicke und mehreren Millimetern Länge gefunden werden. Das Mineral ist in jeder Form undurchsichtig (opak) und zeigt auf den Oberflächen der zinnweißen, im Auflicht auch reinweißen Plättchen einen metallischen Glanz.
Bisher fand sich Roaldit ausschließlich in Meteoriten.

## Etymologie und Geschichte
Erstmals entdeckt wurde Roaldit bei der Untersuchung des Youndegin-Meteoriten, einem IAB-MG-Eisenmeteoriten aus der Gruppe der Oktaedrite, der 1884 nahe Avon im westaustralischen Quairading Shire gefunden wurde. Zum Vergleich der chemischen Zusammensetzung wurde auch Material aus dem Jerslev-Meteoriten analysiert, der 1976 bei Kalundborg in Dänemark gefunden wurde. Die Analyse und Erstbeschreibung führten Vagn Fabritius Buchwald und Hans Peter Nielsen durch, die das Mineral nach dem dänischen Elektronenstrahlmikroanalyse-Spezialisten Roald Norbach Nielsen (* 1928) benannten.
Das Typmaterial des Minerals wird in der Geologischen Museum der Universität Kopenhagen (GMK) unter der Katalog-Nr. 1977,540 (etwa 40 kg) aufbewahrt.

## Klassifikation
Da der Roaldit erst 1980 als eigenständiges Mineral anerkannt wurde, ist er in der seit 1977 veralteten 8. Auflage der Mineralsystematik nach Strunz noch nicht verzeichnet. Einzig im Lapis-Mineralienverzeichnis nach Stefan Weiß, das sich aus Rücksicht auf private Sammler und institutionelle Sammlungen noch nach dieser alten Form der Systematik von Karl Hugo Strunz richtet, erhielt das Mineral die System- und Mineral-Nr. I/A.10-30. In der „Lapis-Systematik“ entspricht dies der Klasse der „Elemente“ und dort der Abteilung „Metalle und intermetallische Verbindungen“, wobei in den Gruppen I/A.09 bis I/A.12 Carbide, Nitride, Phosphide und Silicide (metallartige Verbindungen) eingeordnet sind. Roaldit bildet hier zusammen mit Carlsbergit, Nierit, Osbornit, Qingsongit, Siderazot und Sinoit eine eigenständige, aber unbenannte Gruppe (Stand 2018).
Die seit 2001 gültige und von der International Mineralogical Association (IMA) bis 2009 aktualisierte 9. Auflage der Strunz’schen Mineralsystematik ordnet den Roaldit in die Klasse der „Elemente“ und dort in die Abteilung der „Metallische Kohlenstoff-, Stickstoff- und Phosphorverbindungen“ ein. Diese ist allerdings weiter unterteilt nach den in der Verbindung vorherrschenden Metallen, die entsprechend ihrer verwandten Eigenschaften in Metallfamilien eingeteilt wurden, so dass das Mineral entsprechend seiner Zusammensetzung in der Unterabteilung „Nitride“ zu finden ist, wo es als einziges Mitglied die unbenannte Gruppe 1.BC.05 bildet.
Auch die vorwiegend im englischen Sprachraum gebräuchliche Systematik der Minerale nach Dana ordnet den Roaldit in die Klasse und gleichnamige Abteilung der „Elemente“ ein. Hier ist er nur zusammen mit Siderazot in der unbenannten Gruppe 01.01.18 innerhalb der Unterabteilung „Metallische Elemente außer der Platingruppe“ zu finden.

## Chemismus
Gemäß der idealisierten (theoretischen) Zusammensetzung von Roaldit (Fe4N) besteht das Mineral aus Eisen (Fe) und Stickstoff (N) im Stoffmengenverhältnis von 4 : 1. Dies entspricht einem Massenanteil (Gewichts-%) von 94,10 Gew.-% Fe und 5,90 Gew.-% N.
Die Mikrosondenanalyse des Typmaterials vom Youndegin-Meteoriten ergab eine abweichende Zusammensetzung von 88,9 Gew.-% Fe und 7,6 Gew.-% N sowie einen zusätzlichen Gehalt von 6,35 Gew.-% Nickel (Ni), der das Eisen in der Formel vertritt, und geringe Beimengungen von 0,53 Gew.-% Cobalt (Co). Auf der Grundlage von vier Metallatomen errechnet sich daraus die empirische Zusammensetzung (Fe3,72Ni0,26Co0,02)4N.
Das zum Vergleich analysierte Material aus dem Jerslev-Meteoriten ergab eine ähnliche Zusammensetzung von 89,8 Gew.-% Fe und 6,3 Gew.-% N und 0,22 Gew.-% Ni sowie einen nicht näher bestimmten Anteil von Cobalt. Die empirische Zusammensetzung errechnet sich hier mit (Fe3,76Ni0,22Co0,02)4N.
Aufgrund des in den analysierten Proben enthaltenen, signifikanten Anteil an Nickel gaben Buchwald und Nielsen die Mischformel (Fe,Ni)4N an, die auch von der IMA akzeptiert wird.

## Kristallstruktur
Roaldit kristallisiert kubisch in der Raumgruppe P43m (Raumgruppen-Nr. 215) mit dem Gitterparameter a = 3,79 Å sowie einer Formeleinheite pro Elementarzelle.
| Kristallstruktur von Roaldit |
| - mit Blickrichtung parallel zur a- bzw. c-Achse - mit Blickrichtung parallel zur b-Achse - zentriert nach den drei Raumachsen - als „Space-filled-Modell“ in der kristallographischen Standardausrichtung |
| Farbtabelle: _ Fe 0 _ N |

## Bildung und Fundorte
Roaldit bildet sich als seltener akzessorischer Bestandteil in Eisen-Nickel-Meteoriten, möglicherweise durch Diffusion von Stickstoff ins Gefüge des Eisens. Als Begleitminerale treten neben Kamacit noch weitere Meteoriten-Minerale wie Carlsbergit, Cohenit, Daubréelith und Schreibersit auf.
Bisher sind nur vier Funde von Roaldit bekannt, die ausschließlich in Meteoriten gemacht wurden. Neben seiner Typlokalität, dem im Quairading Shire von Westaustralien gefundenen Youndegin-Meteoriten, sind dies noch der bei Kalundborg in Dänemark gefundene IIAB-Eisenmeteorit Jerslev, der 1883 nahe Moreira do Lima in Portugal gefundene IIAB-Eisenmeteorit São Julião de Moreira und der 1891 in der gleichnamigen Schlucht im US-Bundesstaat Arizona gefundene IAB-MG-Eisenmeteorit Canyon Diablo.